# I Don't Like Mondays
"I Don't Like Mondays" és una cançó dels Boomtown Rats que va ser al número u de la llista d'èxits del Regne Unit durant quatre setmanes de l'estiu de 1979. Escrita per Bob Geldof, va ser el segon senzill de la banda.

## Història
Com va explicar Geldof, va escriure la cançó després de llegir un teletip a la ràdio del campus de la Universitat de l'Estat de Geòrgia, WRAS, sobre el tiroteig comès per Brenda Ann Spencer, de 16 anys, que va disparar al pati de l'escola elemental de Grover Cleveland a San Diego, Califòrnia, el 29 de gener de 1979. Va matar dos adults i va ferir vuit nens i un oficial de policia. Spencer no va mostrar cap remordiment pel seu crim i l'única explicació que va donar sobre la seva acció va ser "No m'agrada el dilluns. Així faig més passador el dia". La cançó es va interpretar per primer cop en menys d'un mes. Geldof explica com va anar que escrigués la cançó: 
Em feien una entrevista de ràdio a Atlanta amb en Johnnie Fingers i hi havia una màquina de teletip. En vaig llegir un que sortia. Que no li agradés el dillun com a motiu per fer re, és una mica força estrany. Hi pensava mentre era camí de nou a l'hotel i vaig dir per a mi: "Un xip de silici se li ha sobrecarregat dins el cap'. Ho vaig escriure. Els periodistes que l'entrevistaven deien: 'Digues per què?' Era un acte sense cap sentit. Era el perfecte acte sense sentit i aquella era la perfecta raó sense sentit per a fer-ho. Així que potser vaig escriure la perfecta cançó sense sentit per a il·lustrar-ho. No era pas la intenció d'aprofitar-me de la tragèdia.
Geldof va destinar originalment la cançó a la cara B, però va canviar d'opinió després que la cançó fos un èxit d'audiència a la gira dels Boomtown Rats pels Estats Units. La família de Spencer va intentar, sense èxit, evitar que el senzill s'edités als Estats Units. Malgrat ser un èxit al Regne Unit, només va arribar al nombre #73 de US Billboard Hot 100. Billboard Hot 100. La cançó va sonar de forma regular a ràdio-fórmules dels Estats durant els vuitanta, tot i que les emissores de ràdio de San Diego es van estar d'emetre la cançó durant alguns anys per respecte a les sensibilitats locals davant el tiroteig. La cançó va ser el número u de la llista de senzills del Regne Unit el juliol de 1979. Al Regne Unit va guanyar els premis Ivor Novello en la categoria de millor cançó pop i destacable lletra. Va ser versionada per Tori Amos al seu àlbum de 2001 Strange Little Girls.
En un concert a Londres el 1995, abans del desè aniversari de Live Aid (durant el qual el mateix Geldof va interpretar la cançó), Bon Jovi la va versionar després que Geldof l'acompanyés a l'escenari de l'estadi de Wembley Stadium.